# Лас-Вентас-кон-Пенья-Агілера
Лас-Вентас-кон-Пенья-Агілера (ісп. Las Ventas con Peña Aguilera) — муніципалітет в Іспанії, у складі автономної спільноти Кастилія-Ла-Манча, у провінції Толедо. Населення — 1364 особи (2010).
Муніципалітет розташований на відстані близько 100 км на південний захід від Мадрида, 32 км на південний захід від Толедо.

## Демографія
Динаміка населення (INE ):

## Галерея зображень

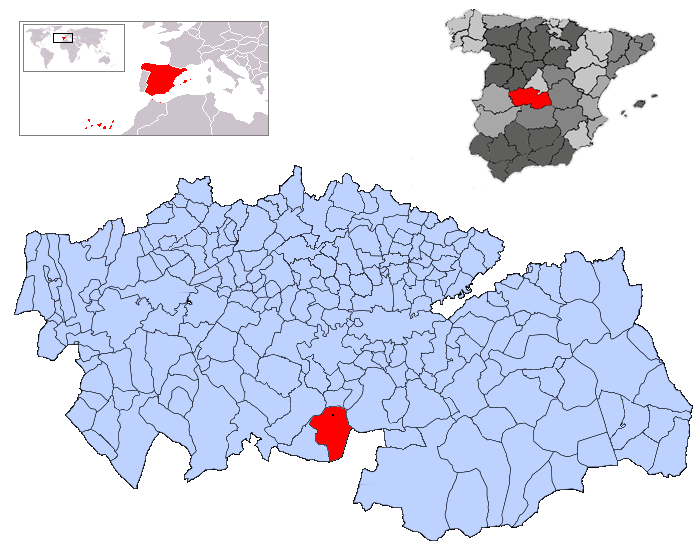
Розташування муніципалітету у провінції Толедо